# 小行星9764
小行星9764（英語：9764 Morgenstern）是一颗围绕太阳公转的小行星。1991年10月30日，天文学家佛蒙特·伯根在陶腾堡发现了此天体。
这颗小行星的绝对星等为159.88272等。